# Норрен, Клаус
Клаус Норрен (дат. Claus Norreen; род. 5 июня 1970, Шарлоттенлунд, Копенгаген) — популярный датский музыкант, продюсер, соавтор песен, бывший участник группы Aqua, покинул группу в сентябре 2016 года по личным причинам.

## Биография
Клаус Норин родился в Шарлоттенлунде. Одним из его самых больших увлечений была электропоп — музыка. Поэтому он купил клавишные и начал играть техно-индастриал.
Когда он окончил школу, он начал работать в магазине одежды своих сестёр. Работа в магазине вдохновила его и повлияла на его стиль музыки. В 1989 году он встретил Сёрена Растеда и перевёз свой музыкальный инструмент в свою резиденцию.
Клаус женился на датской журналистке Сигги Норрин примерно в 2001 году, через два года Сигги забеременела Адрианом, и в феврале 2003 года семейство пополнилось новым членом.